# Juan Williams Rebolledo
Juan Williams Rebolledo (Curacaví, 1825 — Santiago, 24 de junho de 1910) foi um militar chileno comandante da esquadra durante o início da Guerra do Pacífico. Filho do marinheiro inglês Juan Williams, que serviu à marinha chilena sob as ordens de Thomas Cochrane.